# 文登華人
文登華人（印尼語: Cina Benteng或Tionghoa Benteng） 是分佈在印尼萬丹省丹格朗的印尼華人，在雅加達和西爪哇省也有分佈。，推估他們大約是十八世紀時華人移民的後代。他們在文化上已受當地文化涵化，大多數人不會說任何漢語，維持祭祖、慶祝傳統節日並傳承節日儀式。經濟上其群體較貧困，傳統上主要從事農、牧、漁業、勞工和小生意。

## 詞源
Benteng在印尼語意為「堡壘」。1801年開始，丹格朗當地人以該地新的荷蘭堡壘為地標，開始稱該地為「文登」。該堡壘在1812年時已經廢棄。

## 傳統服飾
文登華人的傳統服飾包含了中華文化和印尼文化，為中國傳統服飾與印尼巴達維族服飾的融合。男性穿著黑色襯衫和長褲，並帶斗笠型帽子；女性穿著名為「hwa kun」（華裙？）的連身裙，頭上穿戴頭飾和頭紗，另一種女性服裝為峇峇娘惹常見的可巴雅。

## 文化
文登華人文華融合中華文化和印尼巴達維文化，例如「cokek」舞蹈為使用gambang kromong音樂伴奏的男女舞蹈；宗教信仰上文登華人極少信仰伊斯蘭教，大部分信仰佛教、道教、中國民間信仰、天主教、基督新教；大多數文登華人不會說漢語，但仍然保留中國傳統文化，包括使用清代婚禮服裝。

## 知名人物
具有文登华人血统或联系的著名人物包括：
- 陳永元（英语：Tan Eng Goan）（1802-1872）：首任巴達維亞華人瑪腰（Majoor der Chinezen）（英语：List of Kapitan Cina）。官員、地主
- Oey Giok Koen（英语：Oey Giok Koen）（死於1912）：華人甲必丹（Kapitein der Chinezen）（英语：List of Kapitan Cina）。官員、地主、社運人士
- Oey Djie San（英语：Oey Djie San）（死於1925）：華人甲必丹（Kapitein der Chinezen）（英语：List of Kapitan Cina）。官員、地主、社運人士
- Tan Liok Tiauw（英语：Tan Liok Tiauw）（1872-1947）：殖民地主、種植園主、工業家
- Mona Lohanda（英语：Mona Lohanda）：歷史學家、學者
- Udaya Halim（英语：Udaya Halim）（生於1953）：企業家、文化遺產活動家
- Lo Tjit Siong（1894-1974）: 首位唐格朗華人區長（wijkmeester der chinezen Tangerang）, Siong Hin文登醬油公司創辦者